# Лајонс Свич (Оклахома)
Лајонс Свич (енгл. Lyons Switch) насељено је место без административног статуса у америчкој савезној држави Оклахома.

## Демографија
По попису из 2010. године број становника је 288, што је 61 (26,9%) становника више него 2000. године.
| Група             | 2000.       | 2010.       |
| Белци             | 107 (47,1%) | 123 (42,7%) |
| Афроамериканци    | 0 (0,0%)    | 0 (0,0%)    |
| Азијати           | 0 (0,0%)    | 0 (0,0%)    |
| Хиспаноамериканци | 2 (0,9%)    | 25 (8,7%)   |
| Укупно            | 227         | 288         |